# 169. pěší divize (Wehrmacht)
169. pěší divize byla německá vojenská jednotka za druhé světové války.
Divize byla vytvořena v roce 1939 a jejím prvním velitelem se stává generálporučík Philipp Müller-Gebhard. Její první bojovou zkušeností byla účast v Bitvě o Francii. Na území Francie zůstává až do roku 1941, než je převelena do Finska na území Laponska. Divize v tuto dobu byla součástí XXXVI. horského armádního sboru, pod který spadaly také 6. horská divize SS „Nord“ a pod 6. finskou divizi.
Dne 1. července začínají jednotky 169. divize útočit na město Kandalakša, které se nachází na pobřeží Bílého moře. Divize překročí Finsko-Sovětskou hranice a začne útočit severně od oblasti Salla. Během těžkých bojů se sovětskou 122. Divizí se 6. horské divizi SS „Nord“ povede prorazit z obklíčení a stáhnout se. Již dne 8. července je oblast Salla pod kontrolou 169. pěší divize. S pomocí 6. finské divize jsou sovětské jednotky zatlačeny zpět mimo oblast Zimní války.
V září začne divize postupovat k řece Vermanjoki, kde ofenzíva ustane. Ke konci roku 1941 se 21. Norská armáda rozhodne posunout svéútoky do oblasti držené 3. finskou divizí. Okolo oblasti Salla zůstává 169. divize až do začátku válečného konfliktu mezi Finskem a Německem, který je znám jako Laponská válka v roce 1944. Během roku 1944 se divize stáhne do Norska a poté je přeložena do Německa, kde bojuje až do posledních dnů války.

## Velitelé
Velitel divize
- Generalleutnant Philipp Müller-Gebhard (29. listopad, 1939 – 1. prosinec 1939 )
- Generalleutnant Heinrich Kirchheim (1. prosinec, 1939 – 1. únor, 1941)
- Generalleutnant Kurt Dittmar (1. únor, 1941 – 29. září, 1941)
- Generalleutnant Hermann Tittel (29. září, 1941 – 22. červen, 1943)
- Generalleutnant Georg Radziej (22. červen, 1943 – 8. květen, 1945)

Náčelník operací
- Major Herbert Deinhardt (5. leden, 1940 – 15. červenec, 1940)
- Major Hans Friedrich Behle (15. červenec, 1940 – 20. srpen, 1941)
- Oberstleutnant Helmut Siemoneit (20. srpen, 1941 – 15. srpen, 1944)
- Oberstleutnant Helmut Schuon (25. srpen, 1944] – 1945)

## Oblast operací
- Německo (listopad, 1939 - květen, 1940)
- Francie (květen, 1940 - červen, 1941)
- Norsko & Finsko (červen, 1941 - listopad, 1944)
- Norsko (listopad, 1944 - duben, 1945)
- Východní Německo (duben, 1945 - květen, 1945)

## Držitelé rytířského kříže
- Georg Radziej dne 9. května 1945 v hodnosti Generalleutnant (Generálporučík) jako velitel 169. pěší divize
- Karl Höhle dne 11. března 1945 v hodnosti Major der Reserve (Major v záloze) jako velitel III. praporu ze 378. granátnického pluku
- Heinrich Meiswinkel dne 5. března 1945 v hodnosti Feldwebel (Četař) jako velitel čety u I. praporu ze 392. granátnického pluku
- Dr. Hans-Franz von Hülst dne 9. února 1943 v hodnosti Major der Reserve (Major v záloze) jako dočasný velitel 378. granátnického pluku
- Friedrich-Wilhelm von Einem dne 4. prosince 1942 v hodnosti Leutnant der Reserve (Poručík v záloze) jako velitel baterie u I. praporu ze 230. dělostřeleckého pluku
- Eugen-Heinrich Bleyer dne 14. prosince 1941 v hodnosti Oberstleutnant (Podplukovník) jako velitel 379. pěšího pluku
- Hermann Krenzer dne 14. prosince 1941 v hodnosti Oberleutnant der Reserve (Nadporučík v záloze) jako velitel roty u II. praporu ze 379. pěšího pluku
- Friedrich-August Schack dne 24. července 1941 v hodnosti Oberst (Plukovník) jako velitel 392. pěšího pluku

## Organizace
- Infanterie Regiment 378 (378. pěší pluk)
- Infanterie Regiment 379 (379. pěší pluk)
- Infanterie Regiment 392 (392. pěší pluk)
- Artillerie Regiment 230 (230. dělostřelecký pluk)
- Panzerjäger Battalion 230 (230. prapor tankových stíhačů)
- Pionier Battalion 230 (230. ženijní prapor)
- Zásobovací jednotky divize